# Typhula piceicola
Typhula piceicola är en svampart som beskrevs av Berthier 1974. Typhula piceicola ingår i släktet Typhula och familjen trådklubbor.   Inga underarter finns listade i Catalogue of Life.